# Catholique anonyme
Catholique anonyme est un roman autobiographique écrit par Thierry Bizot, paru aux éditions du Seuil en 2008. Ce livre a fait partie de la sélection 2008 du jury du Prix Renaudot. Il a été adapté au cinéma en 2011 sous le titre Qui a envie d'être aimé ?. 

## Sujet
Thierry Bizot, producteur de télévision, raconte comment il a redécouvert la foi catholique à l'âge de 44 ans. Invité par un professeur de son fils à assister à une catéchèse pour adultes, organisée par le Chemin néocatéchuménal. Il s'y rend par sympathie pour cet homme et par curiosité. Son intérêt intellectuel étant éveillé par ces enseignements, il y participe finalement avec assiduité. Tout en épinglant avec drôlerie les limites du prédicateur et des autres participants, l'auteur décrit comment ces rencontres bihebdomadaires l'amènent à se remettre lui aussi en question et à entamer un cheminement spirituel qui va modifier sa façon d'être. Il relève aussi ses déconvenues et péripéties quand il parle de cette expérience dans sa famille et son milieu professionnel, témoignant avec humour qu'« il faut avoir une sacrée motivation pour faire son coming out spirituel dans le milieu des médias. ».